# Eisenbahnunfall von Lalitpur
Der Eisenbahnunfall von Lalitpur ereignete sich am 18. April 1989 in der Nähe von Lalitpur, Uttar Pradesh, Indien. 75 Menschen starben.

## Ausgangslage
Der Karnataka Express von Bangalore in Richtung Delhi hatte fünf Stunden Verspätung. Deshalb waren in Bhopal zahlreiche Reisende zugestiegen, die normalerweise den Zug sonst nicht genommen hätten.

## Unfall
Der Zug war mit einer Geschwindigkeit von 100 km/h kurz vor einer Brücke unterwegs, als er entgleiste. Die Zugmitte stürzte mehr als 10 Meter in die Tiefe. Die betroffenen Wagen wurden dabei vollständig zertrümmert. Der Zug beschädigte auch die parallel zur Bahnstrecke verlaufende Telefonleitung. Die Unfallursache konnte nicht eindeutig festgestellt werden. Am ehesten lag ein technisches Versagen oder ein technischer Defekt vor. Überzeugende Hinweise für einen terroristischen Anschlag, etwa durch Naxaliten, gab es nicht.

## Folgen
Bei dem Eisenbahnunfall kamen 75 Menschen ums Leben und nach Schätzungen gab es ungefähr 328 Verletzte.
Wegen der beschädigten Telefonleitung erfuhr die 90 Kilometer entfernte Eisenbahnzentrale erst zwei Stunden nach dem Unfall davon. Erst 3 ½ Stunden nach dem Unfall trafen medizinische Rettungsdienste vor Ort ein.